# Brocart
Pour l’article ayant un titre homophone, voir brocard.

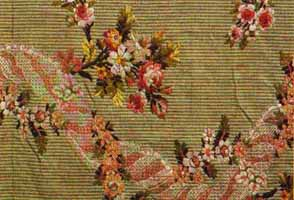
Brocart de soie français, Lyon 1760-1770

Un brocart est une étoffe de soie rehaussée de dessins brochés d’or et d’argent. Le terme de brocart a souvent été appliqué à des soieries brochées richement décorées. 

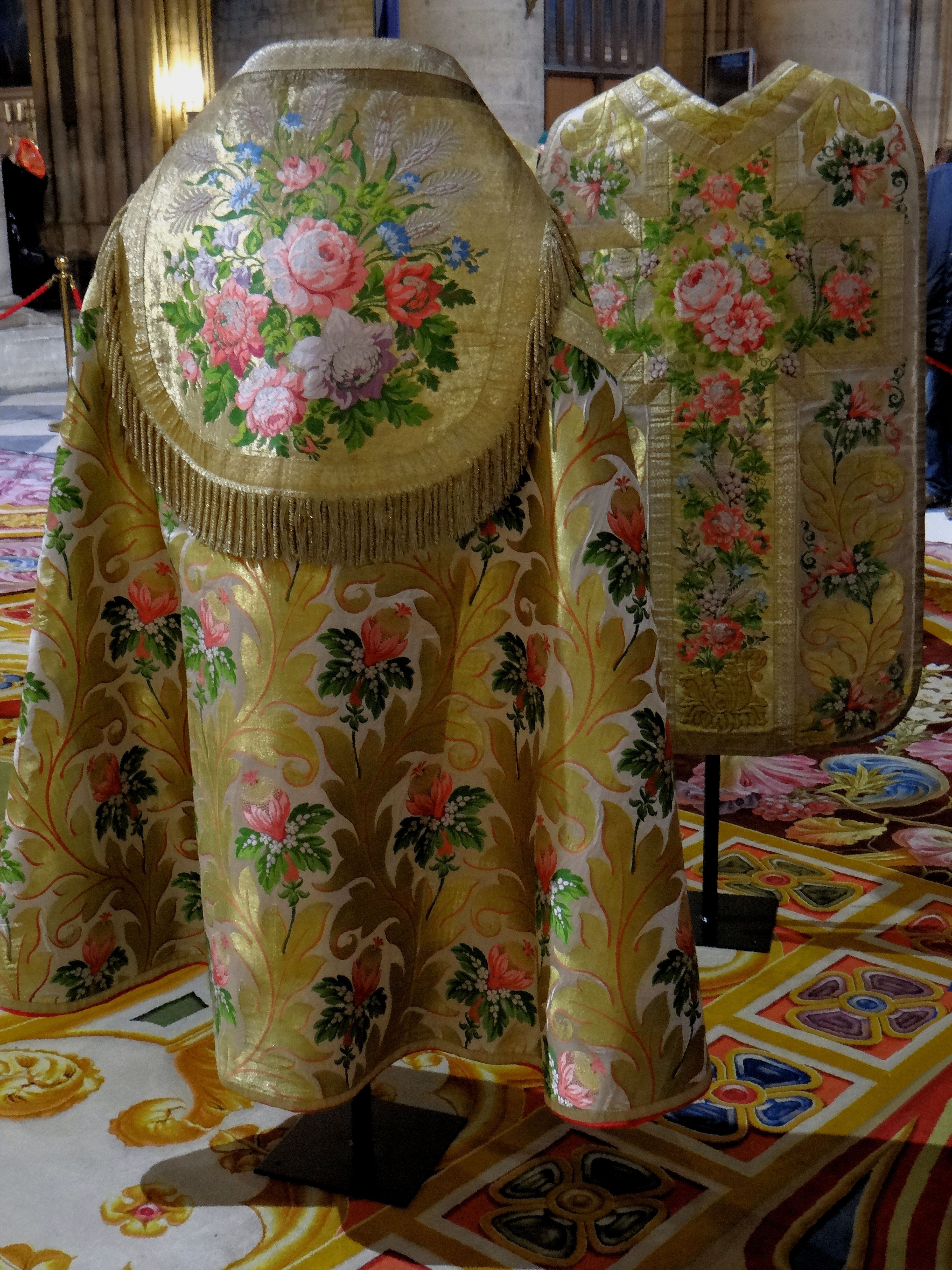
Ornements liturgiques en brocart de la cathédrale Notre-Dame de Paris.

## Histoire

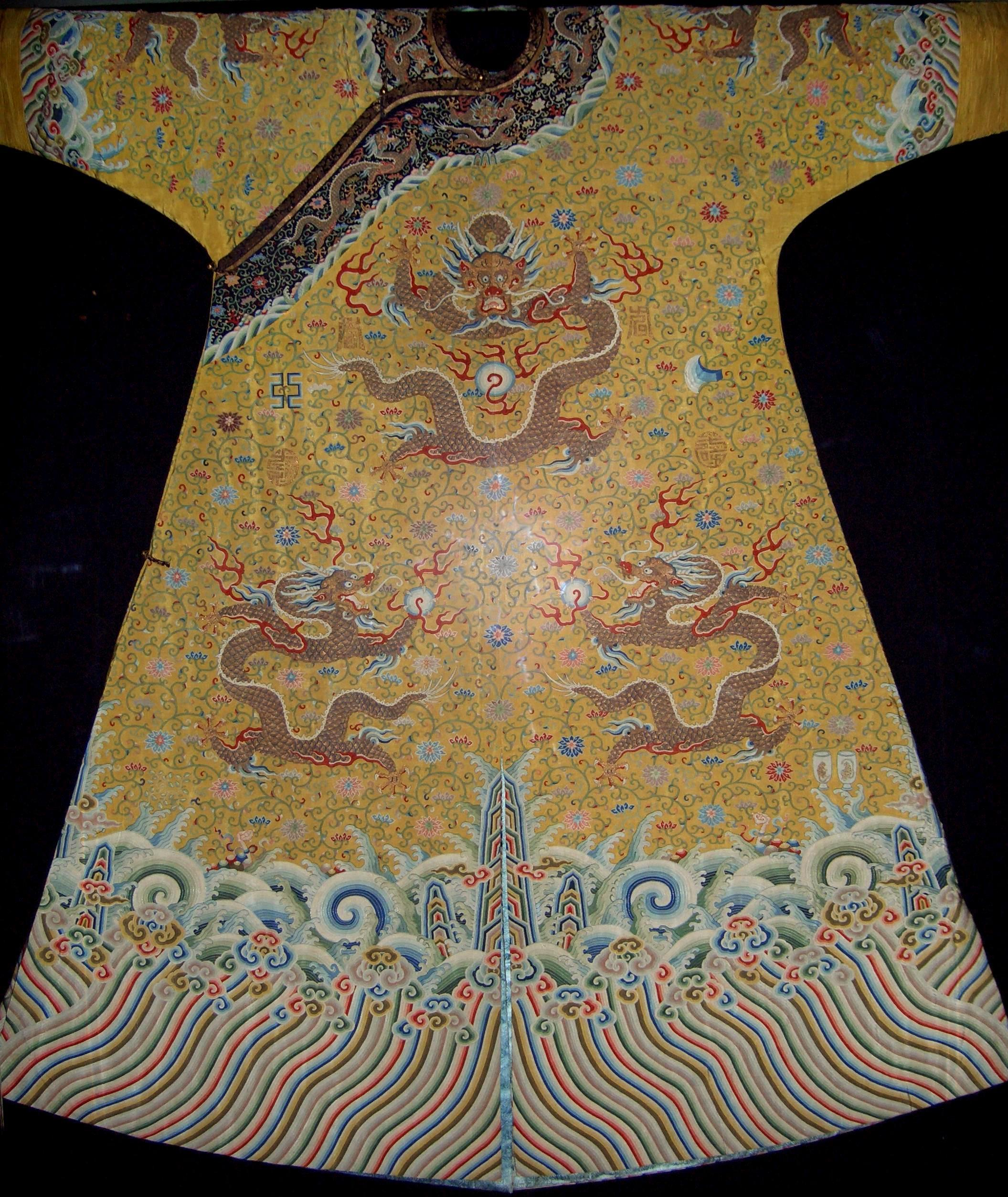
Robe du dragon en brocart yunjin de l’empereur Qianlong (1736-1796) au Grassi Museum de Leipzig.

Les exemplaires les plus anciens sont chinois, comme le brocart yunjin, et datent à peu près du début de l'ère chrétienne. De là, le travail de la soie s’est étendu aux régions perses et byzantines.
Le développement de cette industrie à Byzance et, plus tard, en Italie et en France, est capital pour l’Europe, le brocart n’étant que l’une des expressions de ce qu’il est convenu d’appeler la « civilisation de la soie ».
Au cours de périodes successives d’intense rayonnement culturel, ces trois puissances vont donc se relayer dans la production de ces étoffes ouvragées : Byzance (800-1200), l’Italie (1200-1600) puis la France (1600-1800).
On dénombre en France trois principaux centres historiques de fabrication : Lyon, Tours et Saint-Maur.